# NGC 2143
NGC 2143 ist ein offener Sternhaufen im Sternbild Orion.
Das Objekt wurde am 2. Februar 1831 von John Herschel entdeckt.